# بويك الوسط (شاخنات)
بویك الوسط (بالفارسية: بویک وسطی) هي مستوطنة تقع في إيران في قسم شاخنات الريفي. يقدر عدد سكانها بـ 318 نسمة .